# Terasa Livingstone
Terasa Lyn Livingstone (* 9. April 1975 in Brisbane, Queensland) ist eine australische Schauspielerin, Fernsehmoderatorin und ehemalige Journalistin.

## Leben
Livingstone begann ihre Karriere als Reporterin für Agros Cartoon Connection im Seven Network und übernahm schließlich 1995 die Rolle der Co-Moderatorin von Ann-Maree Biggar. Sie war auch als Reporterin für Sevens The Great Outdoors tätig und spielte in der Fernsehserie Paradise Beach mit. Ende der 1990er Jahre zog sie in die USA. Dort spielte sie 2002 in dem Kurzfilm Closing Time mit. 2005 folgte eine Besetzung in einem weiteren Kurzfilm, eine Nebenrolle im Fernsehfilm Kampf der Planeten, eine Nebenrolle im Spielfilm Circadian Rhythm sowie Episodenrollen in den Fernsehserie Lost und Clubhouse. 2008 stellte sie in insgesamt 25 Episoden der Fernsehserie Foreign Body die Rolle der Petra Danderoff dar.

## Filmografie
- 1991: The Great Outdoors (Fernsehfilm)
- 1993: Paradise Beach (Fernsehserie)
- 2002: Closing Time (Kurzfilm)
- 2005: Moviemania (Kurzfilm)
- 2005: Lost (Fernsehserie, Episode 1x24)
- 2005: Kampf der Planeten (Crimson Force) (Fernsehfilm)
- 2005: Clubhouse (Fernsehserie, Episode 1x06)
- 2005: Circadian Rhythm
- 2006: You Owe Us. (Kurzfilm)
- 2007: CSI: NY (Fernsehserie, 25 Episoden)
- 2007: Machine
- 2008: 21
- 2008: Foreign Body (Fernsehserie, Episode 1x06)
- 2009: Entourage (Fernsehserie, Episode 6x12)
- 2010: Prom Queen (Fernsehserie, Episode 3x09)
- 2010: The Trainer (Kurzfilm)
- 2011: Up All Night (Fernsehserie, Episode 1x11)
- 2017: Beef Wellington (Kurzfilm)
- 2019: Best Friend Type (Fernsehserie, Pilotfolge)